# 明天二十歲
《明天二十歲》于1976年11月27日上映，由張冲执导，林青霞、秦祥林主演。

## 角色介紹及大綱
林青霞飾演十九歲的少女，一直沒有遇到對的人，欣賞自己的人又不是中意的對象，而中意的對象又另有所屬，陷入愛情的迷惘中，使得身邊的人為她操心。
秦祥林飾演英俊瀟灑、受女生歡迎的有錢青年，沒有穩定的正式對象。
當林青霞快滿20歲時，遇見秦祥林，這回終於能使秦祥林安定喜歡上一個人，兩人開始談戀愛……

## 相關連結
- 豆瓣电影上《明天二十岁》的資料 （简体中文）
- 明天二十歲在香港影庫上的簡介
- 維基鳳飛飛- 明天二十歲介紹電影演唱歌曲